# حلمي التوني
حلمي عبد الحميد التوني (1353- 1446 هـ / 1934- 2024 م) هو فنان تشكيلي مصري متخصِّص في التصوير الزيتي والتصميم.

## سيرته
ولد حلمي بن عبد الحميد التوني بمحافظة بني سويف، يوم الاثنين 17 المحرَّم 1353هـ الموافق 30 أبريل 1934م. حصل على (بكالوريوس) من كلية الفنون الجميلة تخصُّص ديكور مسرحي عام 1958، ودرس فنون الزخرفة والديكور. تولَّى العديد من المناصب، وأقام العديد من المعارض المحلية والدَّولية. عاش بالقاهرة وبيروت التي كانت زيارته الفنية لها لمدة 3 سنوات، واشتَهَرت لوحاته واقتناها الناسُ في مختلِف دول العالم. ويقتني متحف الفن المصري الحديث بالقاهرة عددًا من لوحاته المتميزة.
ويُعَد التوني من أبرز الفنانين في مجال تصميم الكتاب والمجلة في العالم العربي، وعمل في تصميم أغلفة الكتب، والإخراج الصَّحَفي لعدد من دور النشر، حتى بلغ عدد أغلفة الكتب التي رسمها أكثر من ثلاثة آلاف كتاب، غير المجلات التي رسم أغلفتها أيضًا. وأشرف على إخراج الأعداد الثلاثة الأولى من مجلة شموع عام 1986. وألَّف وصوَّر العديد من كتب وملصقات الأطفال التي نُشرت بعدَّة لغات بواسطة المنظمات التابعة للأمم المتحدة. ومن كتبه (ماذا يريد سالم؟).
صمَّم العديد من المُلصقات الحائطية للمسرحيات والأفلام، وصمَّم لمسرح العرائس شخصيات مسرحية (صحيح لما ينجح) من تأليف صلاح جاهين.

## معارضه الفنية

### المعارض الخاصة
- أقام العديد من المعارض الفردية بمعظم الدول العربية.
- أقام طوافة بقصور الثقافة في عواصم المحافظات عام 1965.
- معرض لأعماله في بيروت عام 1975.
- معرض للوحاته في بيروت عام 1985.
- معرض في المركز القومي للفنون التشكيلية بمصر في الأعوام 1992، 1994، 1995.
- معرض خاص عام 1997.
- معرض بقاعة إخناتون بمجمع الفنون بالزمالك في مصر عام 1985.
- معرض بقاعة إخناتون (2) في مصر عام 1994.
- معرض في مجمع الفنون بالزمالك في مصر عام 2000.
- معرض خاص عام 2002.
- معرض (لعب البنات.. وآلهة الإصلاح) بقاعة بيكاسو بالزمالك في مصر عام 2006.

### المعارض المحلية
- شارك بأعماله في المعارض العامة أثناء الدراسة في كلية الفنون الجميلة بمصر.
- المعرض القومي للفنون التشكيلية بمصر الدورة (23) عام 1993، الدورة (25) عام 1997.
- معرض جماعي في المركز القومي للفنون التشكيلية في مصر عام 1994.
- معرض جماعي بمجمع الفنون بالزمالك في مصر عام 1994.
- معرض السرياليين المصريين عام 1995.
- صالون القاهرة - معرض القطن.
- مسابقات في تصميم الطوابع البريدية، والرسم للأطفال.
- المعرض القومي للفنون التشكيلية بمصر الدورة (27) عام 2001، الدورة (28) عام 2003.
- صالون الأعمال الفنية الصغيرة السابع بمصر عام 2004.
- المعرض القومي للفنون التشكيلية بمصر الدورة (29) عام 2005.
- مهرجان الإبداعات التشكيلية الموجهة للطفل بقصر الفنون في مصر في يناير 2006.
- صالون القطع الصغيرة المستديرة بقاعة بورترية بوسط القاهرة في مصر عام 2006.
- مهرجان الإبداع التشكيلي الأول (المعرض العام الدورة الثلاثون وسوق الفن التشكيلي الأول) في مصر عام 2007.
- معرض (الوجه الآخر لفناني صاحبة الجلالة) بأتيليه القاهرة عام 2007.
- معرض (الفن والعطاء) بنادى روتاري العروبة في مصر عام 2007.
- معرض (أم كلثوم.. الهرم الرابع) بمعهد العالم العربي بباريس عام 2008.
- معرض (آفاق جديدة) بقاعة جوجان بالزمالك في مصر في نوفمبر 2008.
- مهرجان الإبداع التشكيلي الثاني (صالون مصر الدورة الثانية) عام 2008.
- معرض (رحلة العائلة المقدسة) بمركز سعد زغلول الثقافي بمتحف بيت الأمة في يونيو 2009.

### المعارض الدولية
- شارك في العديد من المعارض الدولية في ألمانيا - البرتغال - اليابان - لبنان - العراق - سوريا.

## جوائزه

### الجوائز المحلية
- حصل على عدة جوائز من لوحاته في صالون القاهرة - معرض القطن.
- حصل على جائزة سوزان مبارك الأولى والتميز للرسم لكتب الأطفال 3 مرات.

### الجوائز الدولية
- جائزة اليونيسيف عن ملصقة للعام الدولي للطفل عام 1979.
- جائزة معرض بيروت الدولي للكتاب لمدة ثلاث سنوات متتالية منذ عام 1977 إلى عام 1979.
- جائزة معرض (بولونيا لكتاب الطفل) عام 2002.
- فاز بميدالية معرض (ليبرج الدولي لفن الكتاب) الذي يقام مرة كل ستة سنوات.

## وفاته
توفي حلمي التوني يوم السبت 4 ربيع الأول 1446هـ الموافق 7 سبتمبر (أيلول) 2024م، عن عمر ناهز التسعين.